# 小行星4136
小行星4136（4136 Artmane）是一颗绕太阳运转的小行星，为主小行星带小行星。该小行星于1968年3月28日发现。

## 轨道参数
小行星4136的轨道半长轴为2.3533897 UA，离心率为0.136。